# Тегло
Теглото се дефинира от физиката като силата на тежестта (гравитационната сила съгласно закона за всеобщото привличане), упражнявана върху тяло с маса m, намиращо се в дадено гравитационно поле. В Международната система единици теглото се измерва в нютони.
За тела, намиращи се в гравитационното поле на Земята и разположени относително близо до нейната повърхност, според втория закон на Нютон масата и теглото са свързани със следната формула:
{\displaystyle {\vec {G}}=m{\vec {g}}\,}
където {\displaystyle {\vec {G}}\,} е силата на тежестта (теглото), а {\displaystyle {\vec {g}}\,} е гравитационното ускорение при свободно падане към повърхността на Земята, означавано за краткост като земно ускорение.

## Маса и тегло
Въпреки че в ежедневието думите маса и тегло са взаимнозаменими, те представляват две принципно различни понятия и величини. За практически нужди, с разумно приближение (отчитайки хомогенно и постоянно гравитационно поле на повърхността на Земята) може да се счита, че теглото е право пропорционално на масата. Например, ако тяло А тежи 10 пъти повече от тяло В, то масата на тяло А е 10 пъти по-голяма от тази на тяло В.
Във физиката смесването на тези два термина е недопустимо, масата представлява скалар, а теглото като всяка сила е вектор. Мерните единици са също различни – теглото се измерва в нютони (N), а масата – в килограми (kg). Разликите стават очевидни, когато се намесят гравитационни полета на други небесни тела. Така например на повърхността на Луната гравитационното притегляне е шест пъти по-слабо от това на Земята. На Земята човек с маса 60 kg тежи приблизително 600 N, а на Луната той ще тежи само 100 N, но масата му ще си остане 60 kg.

### Различия
|       | Величина | Определение                          | Мерни единици | Промяна                                  |
| ----- | -------- | ------------------------------------ | ------------- | ---------------------------------------- |
| Маса  | скаларна | мярка за съдържащото се вещество     | килограм      | не се променя на различните небесни тела |
| Тегло | векторна | силата на гравитационното притегляне | нютон         | мени се на различните небесни тела       |

### Гравитационно ускорение
В Нютоновата теория за гравитацията, гравитационното ускорение на телата е правопропорционално на тяхната маса и обратнопропорционално на квадрата от разстоянието между тях. Гравитационното ускорение на повърхността на космически тела, различни от Земята, може да се определи по формулата:
{\displaystyle g_{r}={\frac {m_{r}}{r_{r}^{2}}}}
където:
- gr – относително гравитационно ускорение, спрямо земното (9,81 m/s2);
- mr – относителна маса на небесното тяло, спрямо земната (5,9736×1024 kg);
- rr – относителен радиус на небесното тяло, спрямо земния (6372,796 km).

Относителното гравитационно ускорение ({\displaystyle {\overrightarrow {g_{r}}}}) на повърхността на телата в Слънчевата система, в сравнение със земното, е:
| тяло                                      | Слънце | Меркурий | Венера | Земя   | Марс      | Марс     | Церера | Юпитер  | Юпитер | Юпитер   | Юпитер  |
| {\displaystyle {\overrightarrow {g_{r}}}} | Слънце | Меркурий | Венера | 1,000  | 0,376     | 0,376    | Церера | 2,53    | 2,53   | 2,53     | 2,53    |
| спътник                                   | Слънце | Меркурий | Венера | Луна   | Фобос     | Деймос   | Церера | Йо      | Европа | Ганимед  | Калисто |
| {\displaystyle {\overrightarrow {g_{r}}}} | 28,02  | 0,38     | 0,904  | 0,1654 | 0,0005814 | 0,000306 | 0,0275 | 0,183   | 0,134  | 0,15     | 0,126   |
| тяло                                      | Сатурн | Сатурн   | Сатурн | Сатурн | Уран      | Нептун   | Плутон | Плутон  | Хаумея | Макемаке | Ерида   |
| {\displaystyle {\overrightarrow {g_{r}}}} | 0,987  | 0,987    | 0,987  | 0,987  | Уран      | 1,14     | 0,067  | 0,067   | Хаумея | Макемаке | Ерида   |
| спътник                                   | Мимас  | Енцелад  | Титан  | Япет   | Уран      | Тритон   | Харон  | Никта   | Хаумея | Макемаке | Ерида   |
| {\displaystyle {\overrightarrow {g_{r}}}} | 0,0078 | 0,008    | 0,14   | 0,026  | 0,89      | 0,0797   | 0,028  | ~ 0,002 | 0,064  | ~ 0,0587 | 0,084   |

### Превръщане от маса в тегло
Превръщането става използвайки втория закон на Нютон в общ вид: {\displaystyle {\vec {F}}=m{\vec {a}}\,} т.е. силата е равна на масата, умножена по ускорението. В случая силата е теглото, а ускорението е гравитационното ускорение, което за Земята е приблизително 9,8 m/s².